# Kostel svatého Hippolyta (Znojmo)
Kostel svatého Hippolyta je římskokatolický kostel ve Znojmě postavený na základech rotundy ve čtvrti Hradiště. Je chráněn jako kulturní památka.

## Historie
Samotné Hradiště sv. Hypolita bylo důležitým centrem Velkomoravské říše a tak zde měla vzniknout jedna z nejstarších církevních staveb na území dnešní ČR. Měla to být rotunda s jednou apsidou a okolním pohřebištěm. Část domnělých základů i přilehlého pohřebiště byla objevena při archeologickém výzkumu vedeném Bohuslavem Klímou v roce 1998 za zdí presbytáře. Tato původní rotunda měla sloužit ještě znojemským přemyslovským knížatům v 11. století. Archeologický průzkum prováděný pod základy kostela v roce 2021 společností Archaia však přehodnotil Klímův objev. Dva metry pod úrovní podlahy objevili archeologové kruhovou stavbu o průměru třináct a půl metru a její datování určili do poloviny 11. století. Je tedy podobně stará či starší než rotunda svaté Kateřiny na znojemském hradě. Vzácné je rovněž její zasvěcení římskému mučedníkovi svatému Hippolytovi.

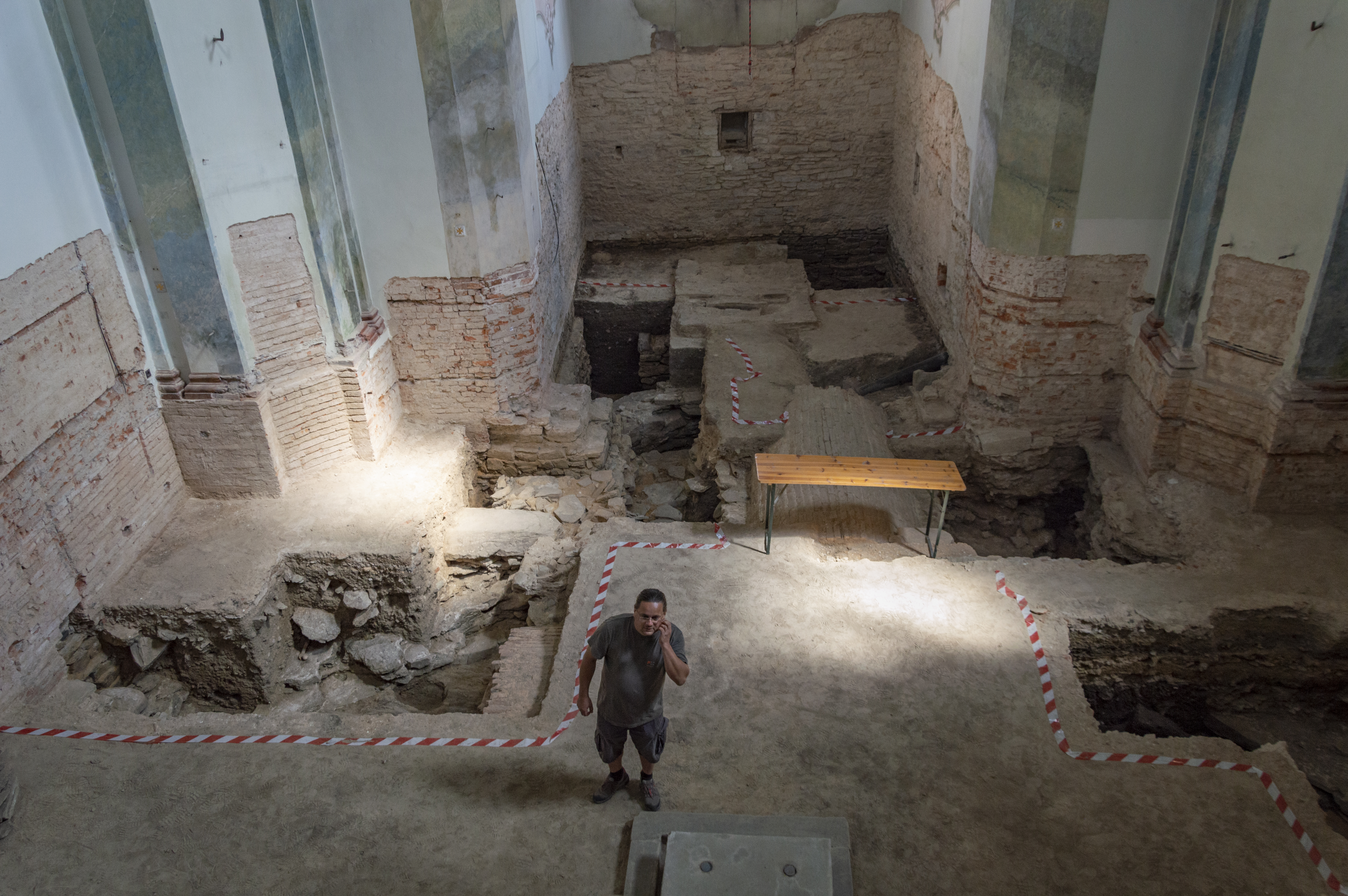
Archeolog Václav Kolařík prezentující objevy v kostele.
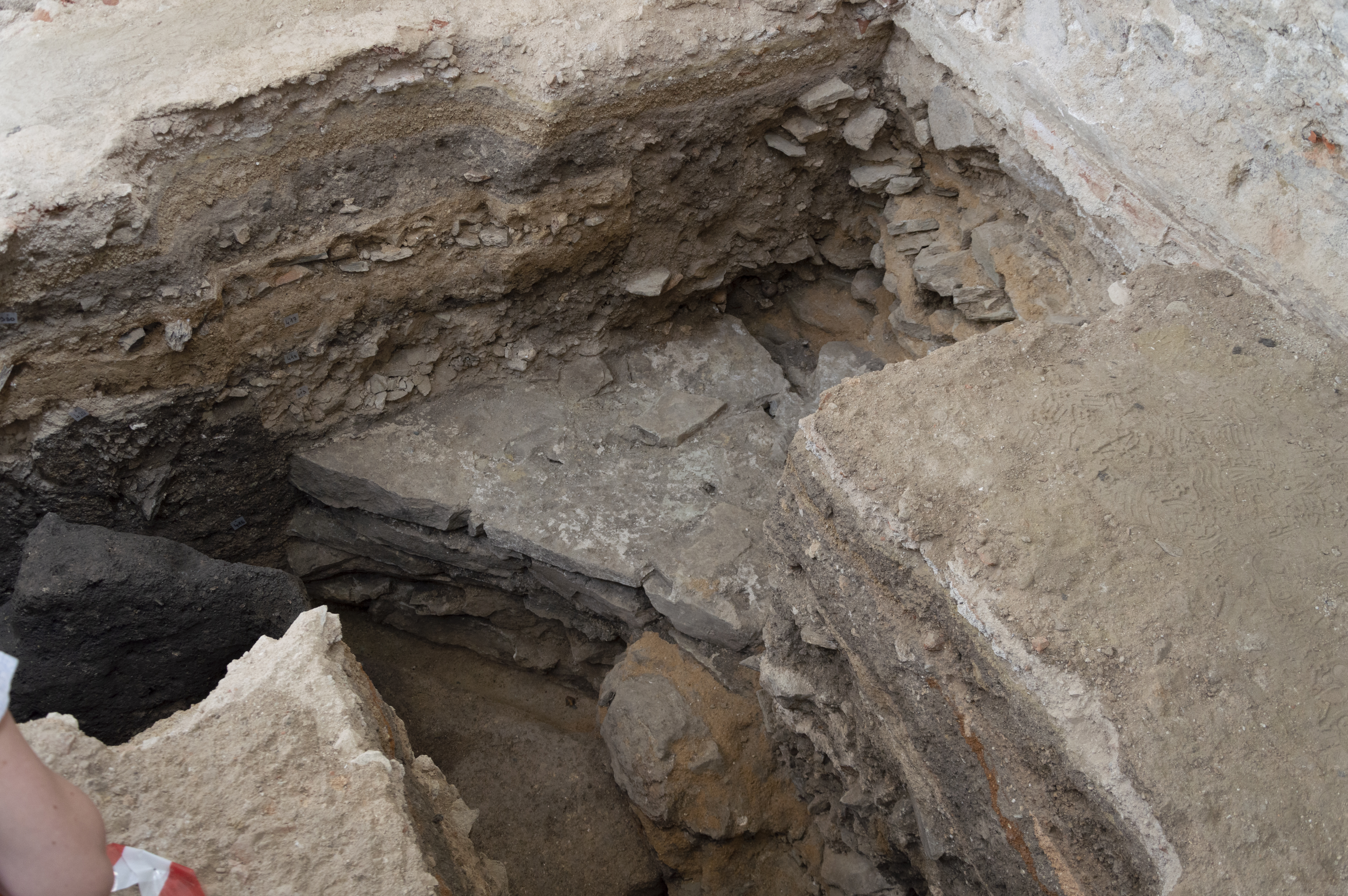
Část zdiva rotundy
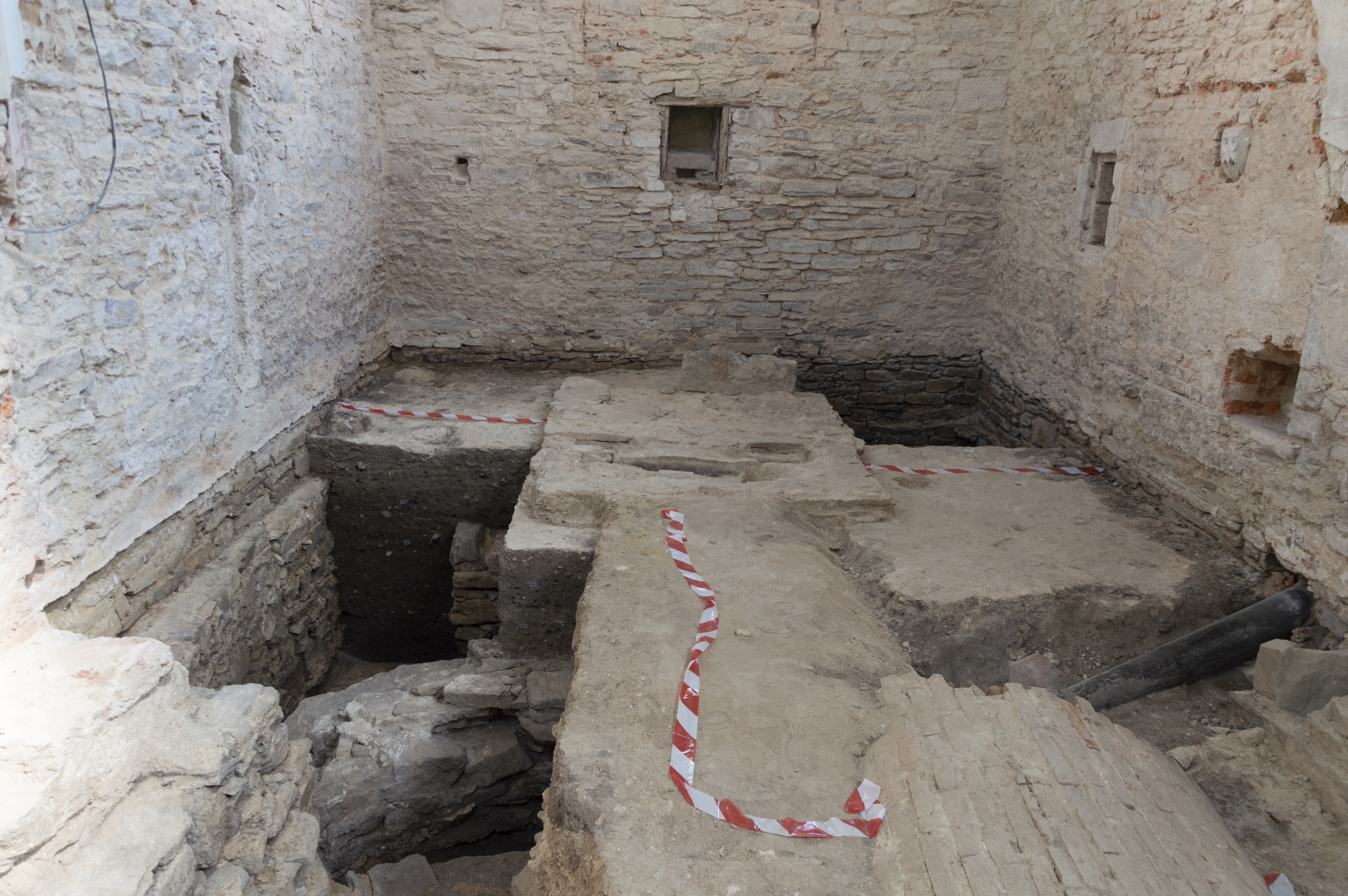
Presbytář kostela s osekaným sanktuáriem, dvěma výklenky a zazděným sedile.

V 70. letech 13. století byl na místě rotundy postaven pozdně románský kostel, který byl v roce 1240 českým králem Václavem I. darován křižovníkům s červenou hvězdou. Rotundu nejspíše zbourali po vyplenění sídla znojemského knížete Konráda II. českými vojsky roku 1146. Křižovníci zde zřídili klášter a proboštství (13. století). Velkou přestavbou kostel prošel po třicetileté válce a svoji dnešní barokně-klasicistní podobu získal v 18. století. Kostel zdobí nástropní freska Nalezení sv. Kříže od barokního malíře F. A. Maulbertsche.

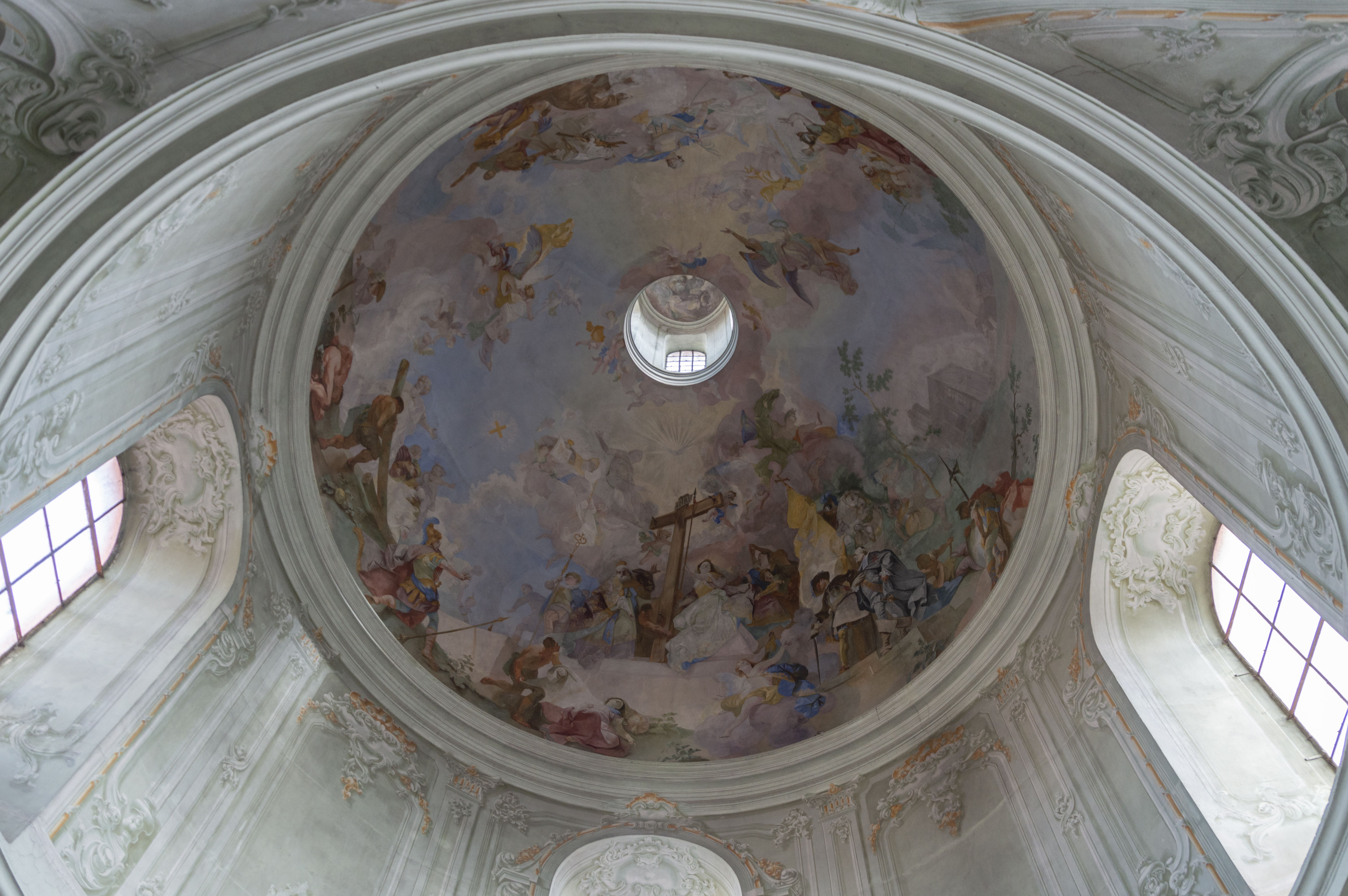
Kopule na tamburu s freskou od Maulbertsche
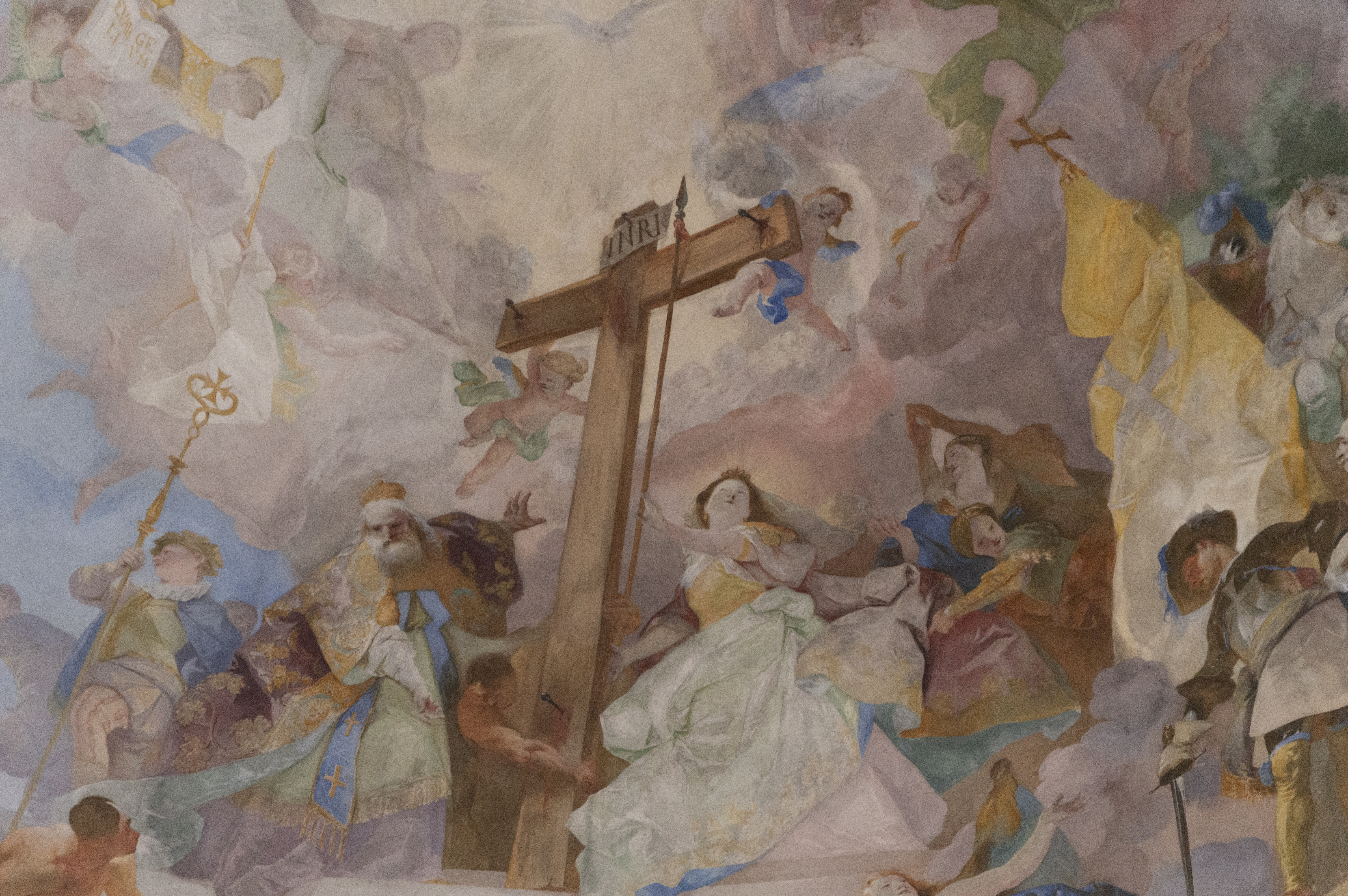
Ústřední scéna Kříže a sv. Heleny
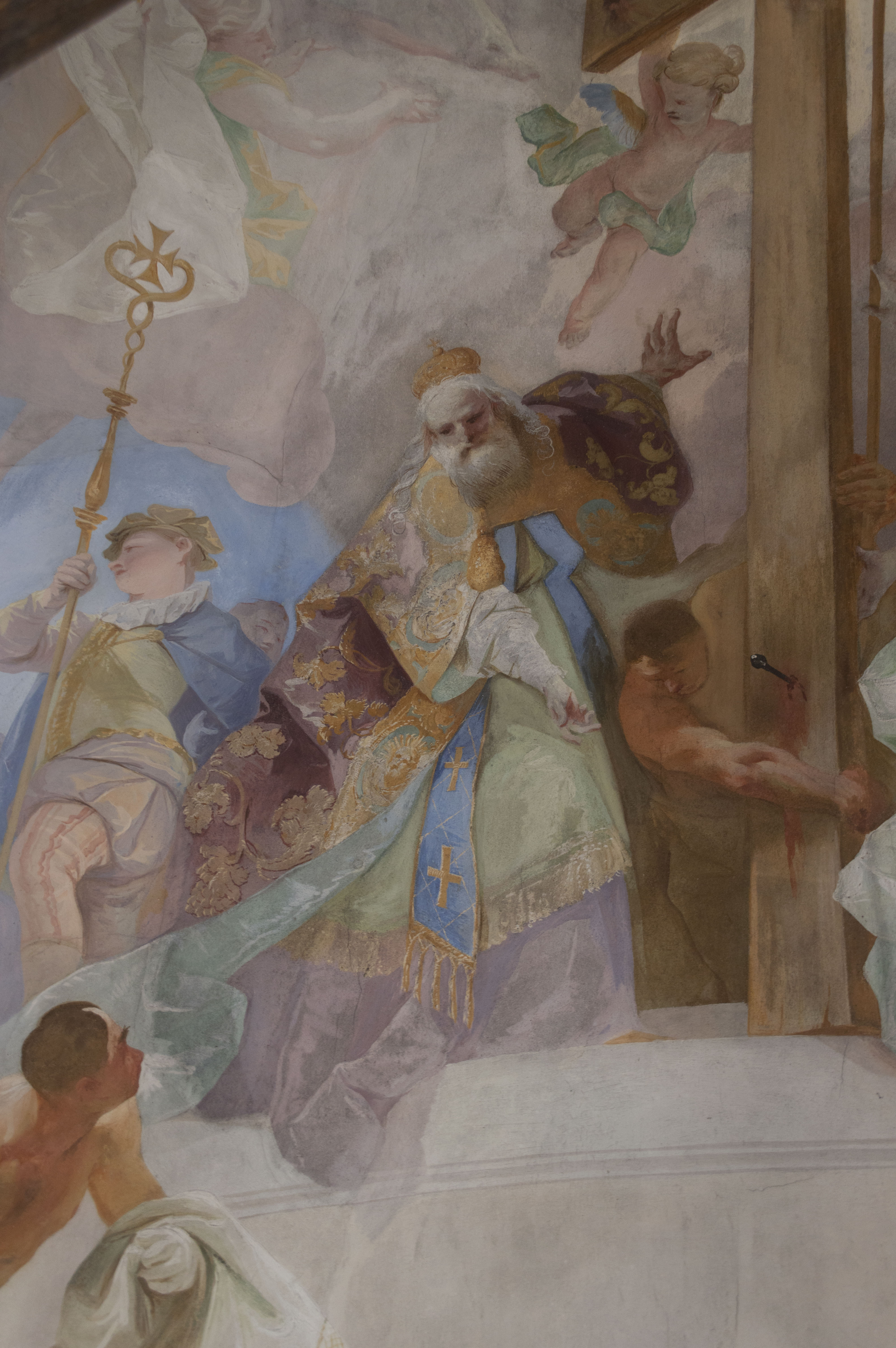
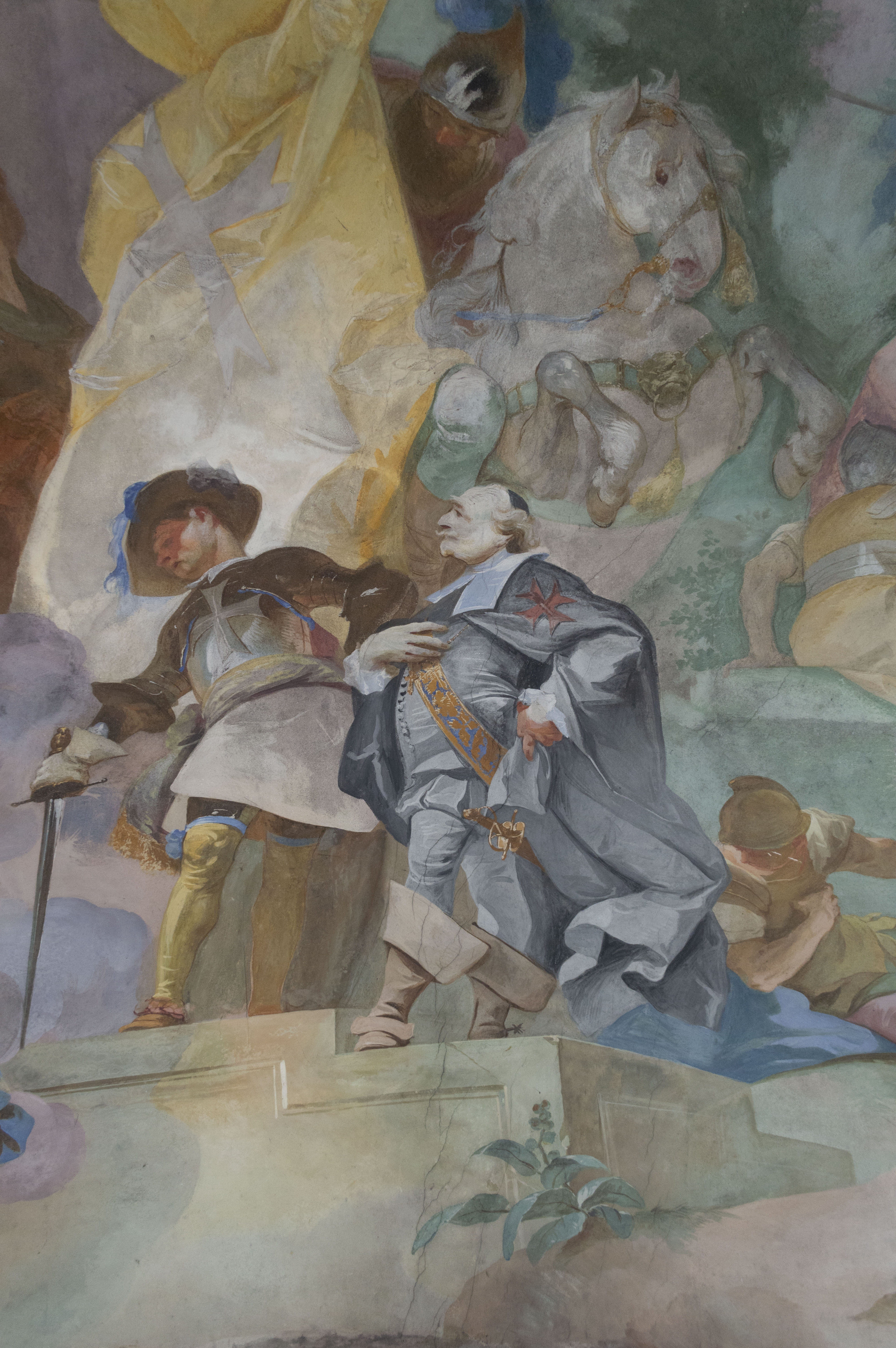
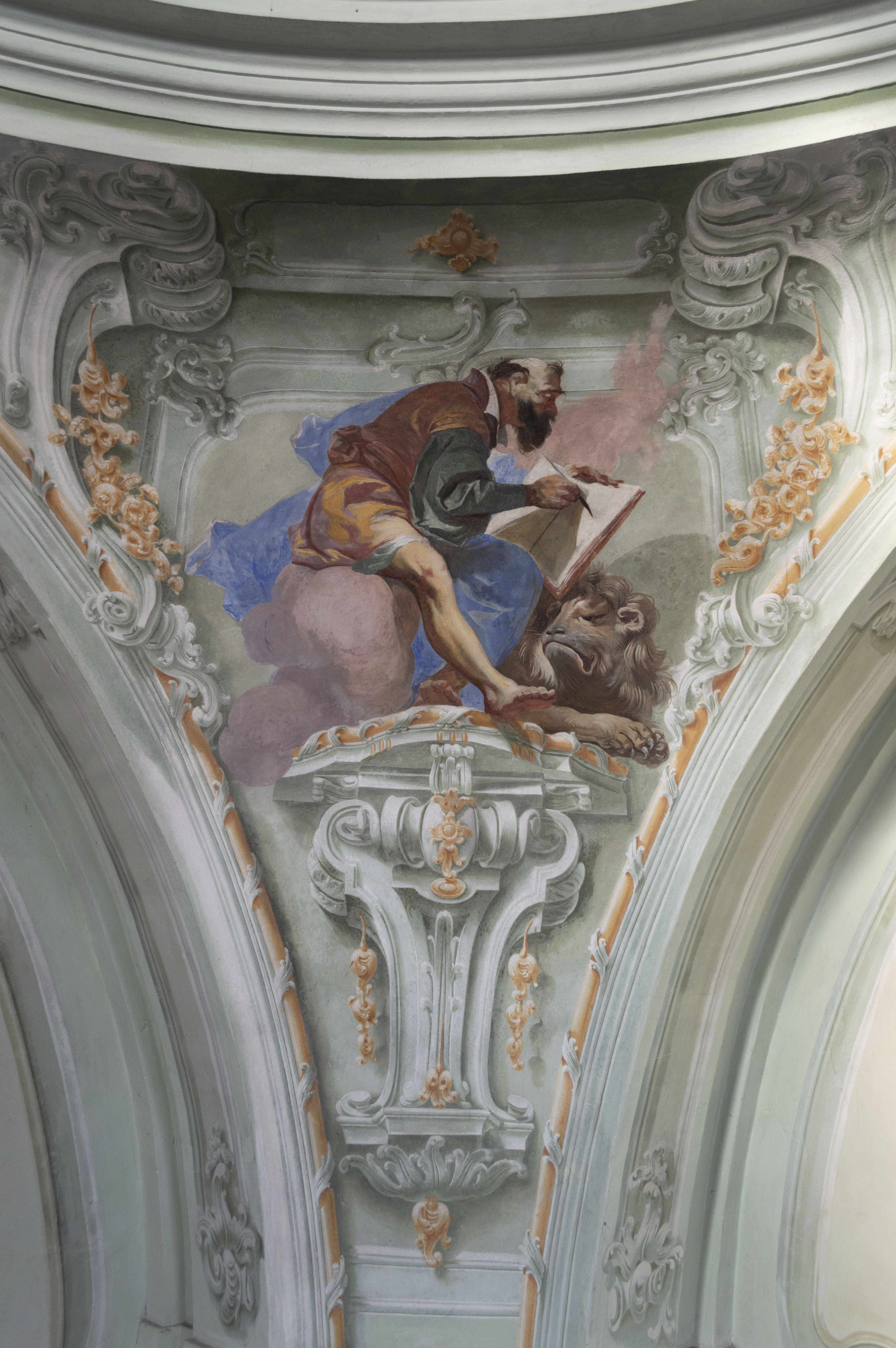
Vyobrazení Evangelisty Marka
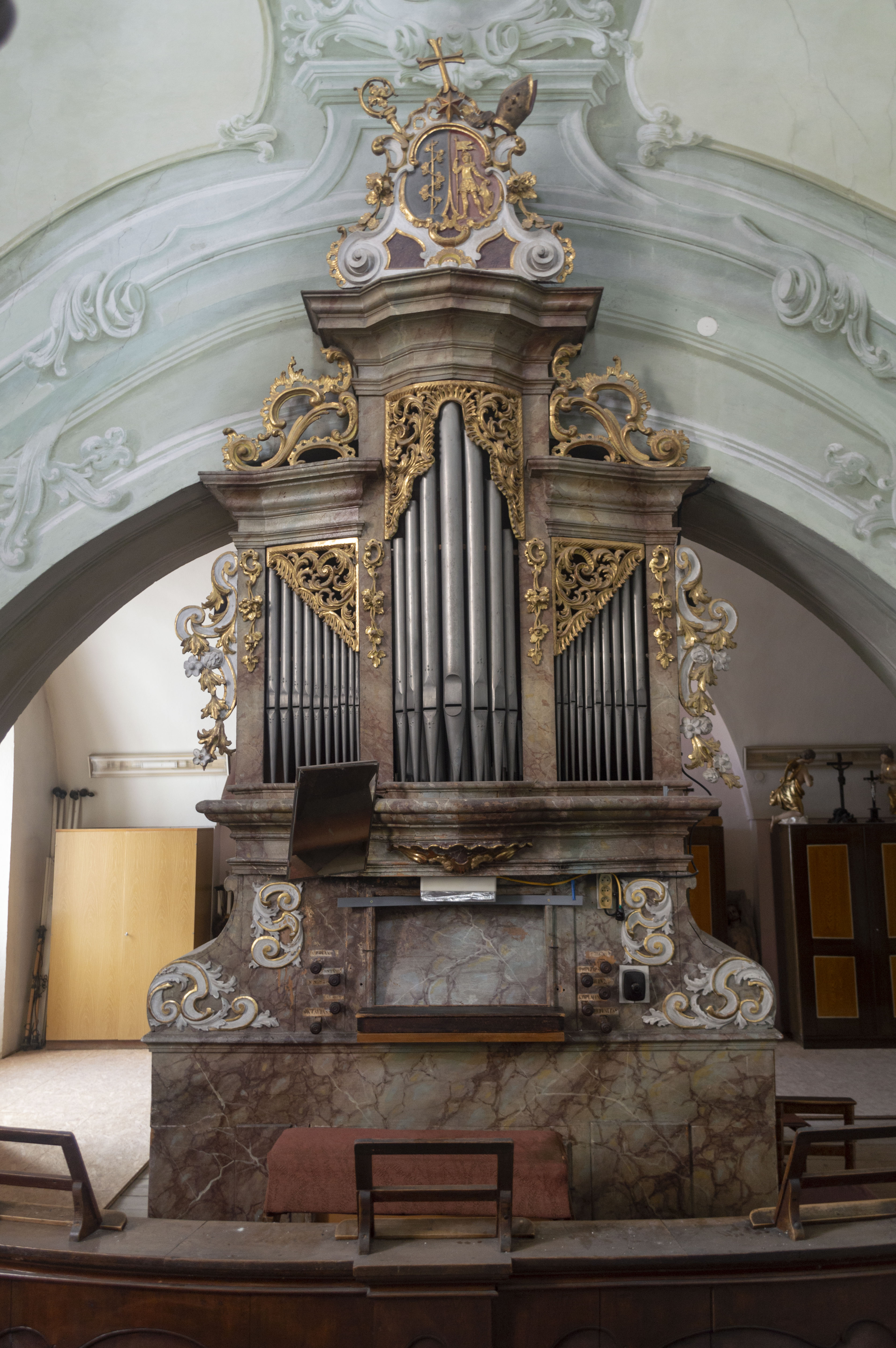
Varhany
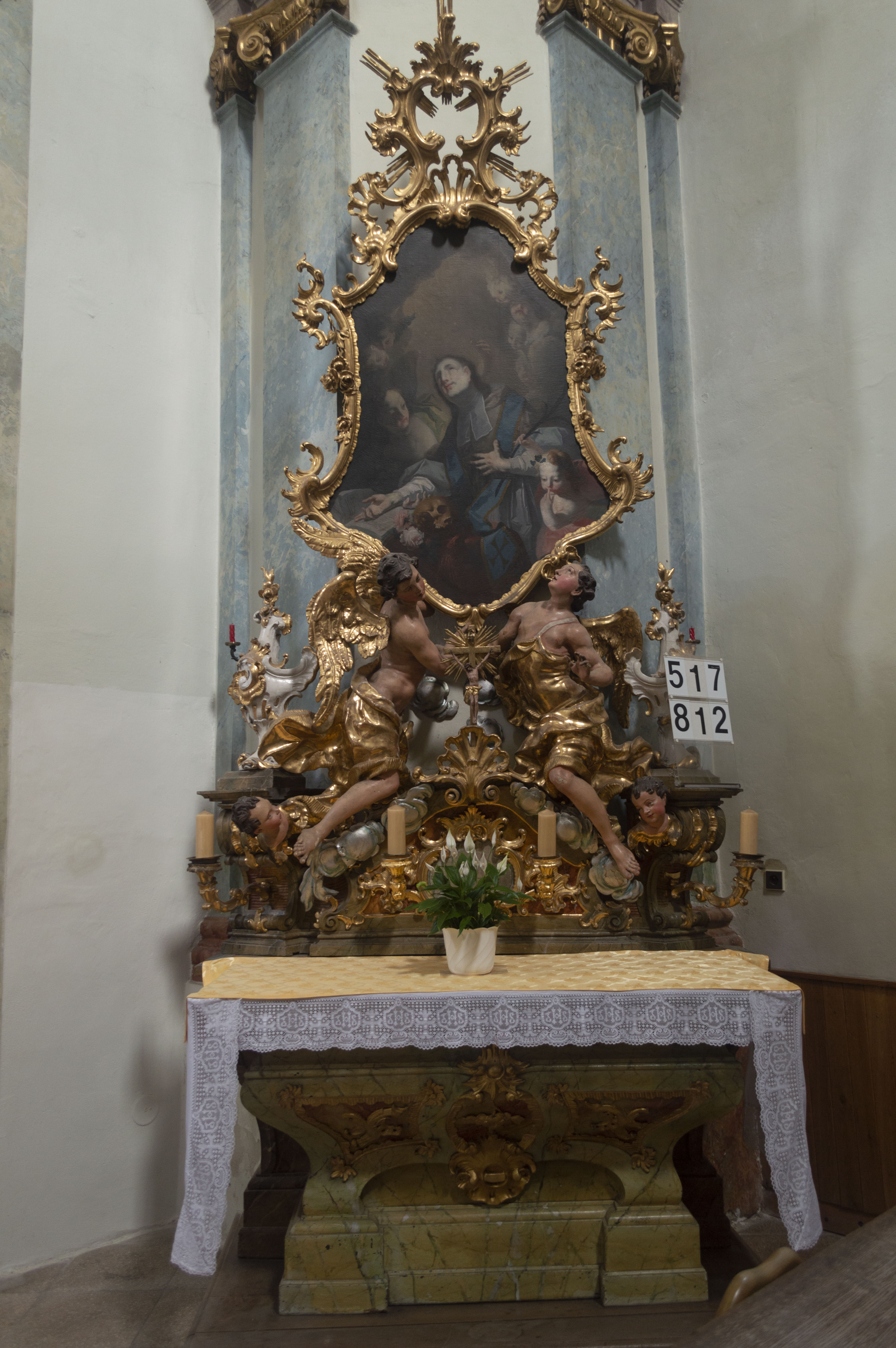
Boční oltář